# Splachnales
Splachnales er en orden af mosser med to familier. 
| Familier |

- Meesiaceae
- Splachnaceae